# Gobierno Frederiksen I
El primer gobierno de Mette Frederiksen asumió el cargo el 27 de junio de 2019 y sucedió al tercer gobierno de Lars Løkke Rasmussen, tras las elecciones generales danesas de 2019. Fue un gobierno en minoría formado por los Socialdemócratas. Contó con el apoyo parlamentario de la Alianza Roji-verde, el Partido Popular Socialista y el Partido Social Liberal.
El 5 de octubre de 2022, Frederiksen anunció que habría una elección anticipada el 1 de noviembre de 2022. Tras la elección, el 2 de noviembre de 2022, Frederiksen le informó a la reina Margarita II que su gobierno renunciaría, manteniéndose en el cargo de forma interina hasta que se formara un nuevo gobierno. El 13 de diciembre de 2022, anunció que había logrado un acuerdo para formar un nuevo gobierno a ambos lados del centro, conformado por los Socialdemócratas, Venstre y los Moderados. El nuevo gobierno comenzó sus funciones el 15 de diciembre de 2022.

## Antecedentes
En las elecciones parlamentarias del 5 de junio de 2019, los cuatro partidos que indicaron a Mette Frederiksen como primera ministra (Socialdemócratas, Social Liberal, Popular Socialista y la Alianza Roji-verde) lograron en conjunto 91 escaños. En la ronda de conversaciones con la Reina, los partidos la señalaron como investigadora real, es decir, quien debía llevar a cabo las negociaciones para presidir el gobierno. Durante 20 días, Frederiksen se reunió con todos los partidos con presencia parlamentaria. El acuerdo llegó el día 27 de junio cuando los cuatro partidos llegaron a un acuerdo para la formación del gobierno compuestos únicamente por los socialdemócratas, pero apoyado externamente por el Partido Social Liberal, el Popular Socialista y la Alianza Roji-verde. Ese mismo día la Reina firmó la resolución real y el nuevo gobierno se presentó en el palacio de Amalienborg.
A diferencia de gobiernos anteriores, donde se acordó un programa de gobierno, los cuatro partidos llegaron a un acuerdo político generando un memorándum de entendimiento llamado "La dirección justa para Dinamarca". En sus 18 páginas, el punto principal fue el acuerdo de un mayor esfuerzo en la política climática, pues el objetivo fue de reducir las emisiones de gases de invernadero en un 70%, teniendo como base el año 1990.

## Iniciativas
Mette Frederiksen estableció una secretaría política con su asesor especial Martin Rossen como figura principal. Esto provocó críticas tanto de la base parlamentaria como de la oposición. También en relación con las grandes reformas prometidas, el gobierno enfrentó críticas por la falta de acción tanto de los "partidos de apoyo" como de la oposición.
La pandemia de coronavirus en 2019-2020 hizo que el gobierno, con el apoyo del Folketing, decidiera "cerrar Dinamarca". Con el objetivo de limitar las infecciones, todas las escuelas primarias, secundarias y las guarderías se cerraron a partir del lunes 16 de marzo y al mismo tiempo se alentó a las escuelas privadas a cerrar. Además, todos los funcionarios públicos que no desempeñaran funciones críticas fueron enviados a casa. Quienes no fueron enviados a casa correspondieron a los que tuvieran un papel fundamental para la sociedad, es decir, los que trabajaran en el sector de la salud, en la policía o con los ancianos. Las fronteras de Dinamarca se cerraron a los extranjeros a partir del 12 de marzo a las 12.

### Caso de los visones
Si bien las tasas de infección en general disminuyeron durante el verano, surgió un nuevo problema con el COVID-19. En junio de 2020 se encontró la enfermedad en visones en una granja en Sindal, en el norte de Jutlandia. La enfermedad también se encontró entre las personas de la granja de visones y entre los residentes del Centro Vendelbo en Hjørring. En ese momento, no fue posible asegurar si los visones habían infectado a humanos o viceversa, como no hubo hospitalizaciones asociadas con esta fuente de infección, se pensó que podría indicar una infección relativamente leve. Debido a la infección, la manada murió. Más tarde, varias granjas danesas de visones también se vieron afectadas. El 18 de septiembre de 2020, hubo un total de 19. En noviembre de 2020, el número había aumentado a 216 granjas danesas de visones afectadas.
El 4 de noviembre de 2020, el gobierno ordenó el sacrificio de todas las manadas de visones en Dinamarca, independientemente de si se habían encontrado agentes infecciosos. Sin embargo, esta decisión se caracterizó por ser inconstitucional, ya que no existía una base legal en la legislación sobre epidemia para exigir la matanza de visones sanos. Tras varias consultas en el Folketing, el ministro de Alimentación, Agricultura y Pesca, Mogens Jensen, afirmó que, como resultado del caso de los visones, no había consenso mayoritario sobre la continuación de su labor como ministro, por lo que presentó su renuncia el 18 de noviembre de 2020.

## Lista de ministros
El gabinete estuvo conformado por:
| Retrato | Ministerio                                                        | Ministro                   | Partido | Partido          | Inicio                  | Término                 |
| ------- | ----------------------------------------------------------------- | -------------------------- | ------- | ---------------- | ----------------------- | ----------------------- |
|         | Primera ministra                                                  | Mette Frederiksen          |         | Socialdemócratas | 27 de junio de 2019     | Incumbente              |
|         | Ministro de Hacienda                                              | Nicolai Wammen             |         | Socialdemócratas | 27 de junio de 2019     | Incumbente              |
|         | Ministro de Asuntos Exteriores                                    | Jeppe Kofod                |         | Socialdemócratas | 27 de junio de 2019     | Incumbente              |
|         | Ministro de Justicia                                              | Nick Hækkerup              |         | Socialdemócratas | 27 de junio de 2019     | 2 de mayo de 2022       |
|         | Ministro de Justicia                                              | Mattias Tesfaye            |         | Socialdemócratas | 2 de mayo de 2022       | Incumbente              |
|         | Ministra de Asuntos Sociales y de los Ancianos                    | Astrid Krag                |         | Socialdemócratas | 27 de junio de 2019     | Incumbente              |
|         | Ministro de Impuestos                                             | Morten Bødskov             |         | Socialdemócratas | 27 de junio de 2019     | 4 de febrero de 2022    |
|         | Ministro de Impuestos                                             | Jeppe Bruus Christensen    |         | Socialdemócratas | 4 de febrero de 2022    | Incumbente              |
|         | Ministro del Clima, Energía y Abastecimiento                      | Dan Jørgensen              |         | Socialdemócratas | 27 de junio de 2019     | Incumbente              |
|         | Ministro de Alimentos, Agricultura y Pesca                        | Mogens Jensen              |         | Socialdemócratas | 27 de junio de 2019     | 18 de noviembre de 2020 |
|         | Ministro de Alimentos, Agricultura y Pesca                        | Rasmus Prehn               |         | Socialdemócratas | 19 de noviembre de 2020 | Incumbente              |
|         | Ministro para la Cooperación Nórdica                              | Mogens Jensen              |         | Socialdemócratas | 27 de junio de 2019     | 18 de noviembre de 2020 |
|         | Ministro para la Cooperación Nórdica                              | Flemming Møller Mortensen  |         | Socialdemócratas | 19 de noviembre de 2020 | Incumbente              |
|         | Ministro de Salud                                                 | Magnus Heunicke            |         | Socialdemócratas | 27 de junio de 2019     | Incumbente              |
|         | Ministro de Transportes                                           | Benny Engelbrecht          |         | Socialdemócratas | 27 de junio de 2019     | 3 de febrero de 2022    |
|         | Ministro de Transportes                                           | Trine Bramsen              |         | Socialdemócratas | 4 de febrero de 2022    | Incumbente              |
|         | Ministro de Cooperación para el Desarrollo                        | Rasmus Prehn               |         | Socialdemócratas | 27 de junio de 2019     | 19 de noviembre de 2020 |
|         | Ministro de Cooperación para el Desarrollo                        | Flemming Møller Mortensen  |         | Socialdemócratas | 19 de noviembre de 2020 | Incumbente              |
|         | Ministro de Infancia y Educación                                  | Pernille Rosenkrantz-Theil |         | Socialdemócratas | 27 de junio de 2019     | Incumbente              |
|         | Ministro de Defensa                                               | Trine Bramsen              |         | Socialdemócratas | 27 de junio de 2019     | 4 de febrero de 2022    |
|         | Ministro de Defensa                                               | Morten Bødskov             |         | Socialdemócratas | 4 de febrero de 2022    | Incumbente              |
|         | Ministro de Ciencia, Tecnología, Información y Educación Superior | Ane Halsboe-Jørgensen      |         | Socialdemócratas | 27 de junio de 2019     | 16 de agosto de 2021    |
|         | Ministro de Ciencia, Tecnología, Información y Educación Superior | Jesper Petersen            |         | Socialdemócratas | 16 de agosto de 2021    | Incumbente              |
|         | Ministro de la Industria, Negocios y Asuntos Financieros          | Simon Kollerup             |         | Socialdemócratas | 27 de junio de 2019     | Incumbente              |
|         | Ministro de Inmigración e Integración                             | Mattias Tesfaye            |         | Socialdemócratas | 27 de junio de 2019     | 2 de mayo de 2022       |
|         | Ministro de Inmigración e Integración                             | Kaare Dybvad               |         | Socialdemócratas | 2 de mayo de 2022       | Incumbente              |
|         | Ministro del Trabajo                                              | Peter Hummelgaard Thomsen  |         | Socialdemócratas | 27 de junio de 2019     | Incumbente              |
|         | Ministro de Equidad de Género                                     | Peter Hummelgaard Thomsen  |         | Socialdemócratas | 27 de junio de 2019     | 4 de febrero de 2022    |
|         | Ministro de Equidad de Género                                     | Trine Bramsen              |         | Socialdemócratas | 4 de febrero de 2022    | Incumbente              |
|         | Ministro del Interior Ministro de Vivienda                        | Kaare Dybvad               |         | Socialdemócratas | 27 de junio de 2019     | 2 de mayo de 2022       |
|         | Ministro del Interior Ministro de Vivienda                        | Christian Rabjerg Madsen   |         | Socialdemócratas | 2 de mayo de 2022       | Incumbente              |
|         | Ministra de Medioambiente                                         | Lea Wermelin               |         | Socialdemócratas | 27 de junio de 2019     | Incumbente              |
|         | Ministra de Cultura Ministra de Asuntos Religiosos                | Joy Mogensen               |         | Socialdemócratas | 27 de junio de 2019     | 16 de agosto de 2021    |
|         | Ministra de Cultura Ministra de Asuntos Religiosos                | Ane Halsboe-Jørgensen      |         | Socialdemócratas | 16 de agosto de 2021    | Incumbente              |

## Cambios de gabinete
El primer cambio en el gabinete ocurrió el día 19 de noviembre de 2020 tras la renuncia de Mogens Jensen por ordenar, sin sustento legal, el sacrificio de los visones de la industria de pieles en todo el país además, Frederiksen aprovechó la ocasión para realizar un pequeño reordenamiento en algunos ministerios.
El segundo cambio, del 21 de enero de 2021, correspondió a una redistribución de responsabilidades entre ministros que estaban dentro del gobierno. Los cambios incluyeron que el ministro de Vivienda, Kaare Dybvad, asumiera también las competencias del Ministerio del Interior. Mientras que Astrid Krag, sumara al Ministerio de Asuntos Sociales, la cartera de los Asuntos de los Ancianos. Así, dejando a Magnus Heunicke encargado exclusivamente del Ministerio de Salud para enfrentar la pandemia de COVID-19.
El tercer cambio, del 16 de agosto de 2021, se debió a la renuncia de la ministra de Cultura y Asuntos Religiosos, Joy Morgensen, quien fue reemplazada por la entonces ministra de Educación Superior e Investigación, Ane Halsboe-Jørgensen. Quien a su vez, fue reemplazada por Jesper Petersen.
El 3 de febrero de 2022, la Alianza Roji-Verde, uno de los partidos que apoyaban al gobierno, retiró su apoyo al ministro de Transportes, Benny Engelbrecht, que renunció. Al día siguiente se produjo el cuarto cambio en el gabinete, en el cual, Trine Bramsen pasó del Ministerio de Defensa a los Ministerios de Transporte y Equidad de Género. Morten Bødskov asumió el Ministerio de Defensa y Jeppe Bruus se convirtió en el ministro de Impuestos. Finalmente, Peter Hummelgaard pasó a ser únicamente ministro del Trabajo.
El quinto y último cambio se debió a la renuncia del 1 de mayo de 2022 del ministro de Justicia, Nick Hækkerup, quien anunció que dejaría la política danesa y asumiría el cargo de director en la Asociación de Cerveceros de Dinamarca (Bryggeriforeningen). Al día siguiente, la reorganización de gabinete consistió en que Mattias Tesfaye asumiría el Ministerio de Justicia y su cargo de ministro de Inmigración e Integración, sería ocupado por Kaare Dybvad. Como consecuencia de esto, Christian Rabjerg Madsen fue nombrado ministro de Interior y de Vivienda en reemplazo de Dybvad.